# Мерето ди Капитоло
Мерето ди Капитоло је насеље у Италији у округу Удине, региону Фурланија-Јулијска крајина.
Према процени из 2011. у насељу је живело 412 становника. Насеље се налази на надморској висини од 32 м.